# Kościół z Seglory w Sztokholmie
Kościół z Seglory w Sztokholmie (szw. Seglora kyrka) – luterański kościół-muzeum znajdujący się na terenie Skansenu w Sztokholmie. 
Kościół został pierwotnie wzniesiony w miejscowości Seglora w zach. Szwecji a w 1916 sprzedany i przeniesiony do Skansenu.
Kościół ma status zabytku sakralnego według rozdz. 4 Kulturminneslagen (pol. Prawo o pamiątkach kultury) ponieważ został wzniesiony do końca 1939 (3 §).

## Historia
Drewniany kościół został zbudowany w zach. Szwecji w miejscowości Seglora (stąd nazwa) koło Borås w latach 1729-1730. W latach 1785–1786 dobudowano do kościoła wieżę i zakrystię. Wieża została wzniesiona w formie archaizującej, co uważano wówczas za anachronizm, jako że obowiązującym stylem był gustawiański klasycyzm. W tym samym okresie umieszczono we wnętrzu kościoła nowy ołtarz, dzieło firmy "H. Fabriqueren" Åhwall z Borås. Malowidła (sceny z życia Jezusa) wykonał Sven Wernberg w latach 1734-1735. 
Kiedy Artur Hazelius zakładał Skansen, chciał, żeby znalazł się w nim również kościół. Dyskutowano przy tym czy ma być to kopia jakiegoś istniejącego kościoła czy oryginalny kościół. Akurat w miejscowości Seglora otwarto w 1903 nowo wybudowany kościół kamienny a dotychczasowy drewniany stał się zbyteczny.
W 1916 doszło do zawarcia porozumienia między radą parafialną Seglory a Muzeum Nordyckim w Sztokholmie w sprawie sprzedaży drewnianego kościoła i przeniesienia do Sztokholmu. Przy okazji przeprowadzono prace wykopaliskowe, w trakcie których okazało się, że pod kościołem znajdują się zwęglone resztki średniowiecznego kościoła oraz zbiór monet, prawdopodobnie z XIII w. 
26 maja 1918 kościół z Seglory znalazł się w Sztokholmie i został powtórnie konsekrowany
W nadchodzących latach stał się on bardzo popularny jako miejsce zawierania ślubów. Pierwszy ślub miał miejsce już 9 czerwca 1918. Wśród osobistości, które brały wówczas ślub w kościele wymienić można znanego polityka Gunnara Hedlunda. W kościele sprawowano również nabożeństwa i organizowano koncerty.
W 1962 w kościele zamontowano organy, pochodzące z parafii Film w diecezji Uppsala. Były one zbudowane w 1778 przez Jonasa Ekengrena i używane do 1872, kiedy zostały zastąpione przez nowe organy. Służyły przez kilka lat jako organy szkolne po czym zostały sprzedane do Muzeum Nordyckiego w Sztokholmie i tam powtórnie zmontowane w 1929. W 1959 roku rada muzeum postanowiła przenieść organy do kościoła z Seglory, żeby zastąpić te, które były w nim dotychczas. 
Obecnie w kościele są sprawowane nabożeństwa jedynie w wybrane niedziele i dni świąteczne. Organizowane są też koncerty. Można również, tak jak kiedyś, zamówić ślub lub chrzest.

## Architektura
Podstawowym budulcem kościoła z Seglory jest drewno. Fundamenty natomiast są kamienne (gnejs). Dach i zewnętrzne ściany są wykończone gontem dębowym, nasączonym dziegciem i pomalowane na ciemnoczerwony kolor. Była to tradycja sięgająca jeszcze XVI wieku. W XIX wieku zaczęto stosować czarny dziegieć.
Wewnątrz kościół jest pomalowany na biało a jego wnętrze sprawia wrażenie jednorodności, pomimo że poszczególne elementy wyposażenia pojawiały się w różnym czasie.
Na suficie znajdują się, wspomniane już, malowidła Svena Wernberga z 1735. Nad prezbiterium są to sceny z życia Jezusa, umieszczone zgodnie z ruchem wskazówek zegara natomiast w części środkowej sufitu jest wszystkowidzące Oko Opatrzności w jasnoczerwonym trójkącie z wpisanym tetragramem – hebrajskim zapisem imienia Boga.
W kościele nadal znajduje się oryginalny ołtarz z 1780. Obok niego stoi złoty zegar z 1861. Wcześniej do pomiaru czasu pastor wykorzystywał klepsydrę.
Najstarszym elementem wyposażenia jest ambona pochodząca z wcześniejszego kościoła, wykonana ok. 1700.